# Fälthumla
Fälthumla (Bombus ruderatus) är en insekt i överfamiljen bin (Apoidea).

## Beskrivning
Fälthumlan är en stor art med mycket lång tunga. Drottningen uppnår en längd på mellan 21 och 24 millimeter, hanar 15 till 18 millimeter samt arbetare 11 till 18 millimeter. Pälsen är kort och jämn. Det är vanligt med melanistiska individer, särskilt bland arbetare. På bakkroppen kan den ofta ha ett svart fält mitt på den i övrigt gula, första tergiten, speciellt hos drottningar och hanar. Humlan är mycket lik trädgårdshumlan med en kropp som är randig i gult och svart samt med vit bakkroppsspets. Det svarta bandet över mellankroppen är emellertid smalare än motsvarande band hos trädgårdshumlan. Vidare har fälthumlan en dovare flygton.

## Ekologi
Fälthumlan uppträder i låglänta kulturlandskap som är rika på blommor med djupa kalkar, som rödklöver, vallört, hjärtstilla, vickerarter som åkerböna, vialarter, knölsyska, bosyska och blåeld, samt för hanar gärna också oxtunga. Den samlar pollen, men lagrar det inte, utan lämnar det direkt till larverna som näring. Boet är ofta beläget underjordiskt i gamla mullvads- och sorkbon. Uppgifterna om bostorlek varierar; Holmström (i Humlor - Alla Sveriges arter) hävdar att de oftast inte innehåller fler än ett 50-tal individer, Cederberg (i Artdatabankens artikel) anger mellan 100 och 150 arbetare medan Benton citerar olika källor som anger både under 100 arbetare och över 120.

## Utbredning
Även om IUCN klassificerar fälthumlan som livskraftig ("LC"), har den gått tillbaka påtagligt i Europa och finns idag (2007) mer sammanhängande från Tyskland och norra Frankrike i norr, österut via Polen till Moskvaområdet och södra Ukraina. I söder når den till Nordafrika och norra Iran. Norr därom uppträder den endast fläckvis, även om den en gång förekommit, om än sparsamt i Sydsverige. Dessutom finns den på några få lokaler i södra och mellersta England, där den också har minskat kraftigt, även om det finns vissa tecken till en viss återhämtning. Fälthumlan har även inplanterats som klöverpollinerare på Nya Zeeland (1914), där den är mycket allmän. Likaledes har den inplanterats i Chile 1982–1983, varifrån den har spritt sig till Argentina.
I dagens Norden finns den i stort sett bara på Bornholm. Sista säkra observationen i Sverige gjordes 1966 i Dalby. I Finland har den aldrig funnits.

## Underarter
IUCN nämner följande underarter:
- Bombus ruderatus ruderatus förekommer på Madeira och Iberiska halvön.
- Bombus ruderatus siculus finns i sydligaste Spanien, Nordafrika, Sicilien och i södra italienska halvön.
- Bombus ruderatus perniger förekommer på Brittiska öarna, och är förmodligen även den underart som introducerats i Chile och Nya Zeeland.
- Bombus ruderatus autumnalis lever i större delen av Västeuropa.
- Bombus ruderatus corsicola finns på Korsika.
- Bombus ruderatus sardiniensis finns på Sardinien.